# Hans Quest
Pour les articles homonymes, voir Quest.
Hans Quest, né le 20 août 1915 à Herford et mort le 29 mars 1997 à Munich (Allemagne), est un acteur et réalisateur allemand.

## Filmographie partielle

### Comme acteur

#### Cinéma
- 1939 : Cœur immortel de Veit Harlan : Henner
- 1940 : Der dunkle Punkt de Georg Zoch
- 1940 : Friedrich Schiller, triomphe d'un génie de Herbert Maisch : L'étudiant Hoven
- 1941 : Ma vie pour l'Irlande de Max W. Kimmich : Henry Beverley
- 1941 : En selle pour l'Allemagne (...reitet für Deutschland) d'Arthur Maria Rabenalt : Fils du propriétaire du wagon
- 1942 : Die Entlassung de Wolfgang Liebeneiner
- 1943 : Sophienlund de Heinz Rühmann : Jürgen
- 1949 : Verspieltes Leben de Kurt Meisel : Kadett Kurt von Ellmer
- 1949 : Die blauen Schwerter de Wolfgang Schleif : Johann Böttger
- 1952 : Le Cœur du monde (Herz der Welt) de Harald Braun
- 1954 : Heideschulmeister Uwe Karsten de Hans Deppe : Ludwig, frère d'Ursulas
- 1954 : Die heilige Lüge de Wolfgang Liebeneiner
- 1954 : Sauerbruch – Das war mein Leben de Rolf Hansen : Dr Berthold
- 1954 : Éternel amour (...und ewig bleibt die Liebe) de Wolfgang Liebeneiner : Hasske
- 1955 : Louis II de Bavière (Ludwig II: Glanz und Ende eines Königs) de Helmut Käutner : Kapellmeister Eckert
- 1955 : Geliebte Feindin de Rolf Hansen : Ward, Sekretär bei Gore
- 1955 : Feu magique (Magic Fire) de William Dieterle : Robert Hubner
- 1955 : Die Frau des Botschafters de Hans Deppe : Holmgreen
- 1955 : Urlaub auf Ehrenwort de Wolfgang Liebeneiner : Gustav Jahnke
- 1956 : Fuhrmann Henschel de Josef von Báky : Dr Listig
- 1957 : Die Letzten werden die Ersten sein de Rolf Hansen : Jeune avocat
- 1957 : Die große Chance de lui-même : Eduard Brüggemann (non crédité)
- 1958 : Taïga (en) de Wolfgang Liebeneiner : Weinert
- 1959 : Ja, so ein Mädchen mit sechzehn de Hans Grimm : Marinetti
- 1960 : Die zornigen jungen Männer de Wolf Rilla : Père
- 1965 : Tante Frieda - Neue Lausbubengeschichten de Werner Jacobs : Capitaine von Stuelphagel
- 1966 : Onkel Filser - Allerneueste Lausbubengeschichten de Werner Jacobs : Capitaine Friedrich Wilhelm von Stülphagel
- 1967 : Wenn Ludwig ins Manöver zieht de Werner Jacobs : Capitaine von Stuelphagel
- 1971 : Birdie de Hubert Frank : Rolf
- 1972 : Hauptsache Ferien (de) de Peter Weck : Oberschulrat
- 1977 : Abelard de Franz Seitz Jr.
- 1977 : L'Œuf du serpent d'Ingmar Bergman : Dr Silbermann
- 1984 : Der Havarist de Wolf-Eckart Bühler : Narrateur
- 1985 : Mary Ward (de) d'Angelika Weber : Prélat anglais
- 1986 : Caspar David Friedrich – Grenzen der Zeit de Peter Schamoni : Ernst Moritz Arndt
- 1991 : Der 13. Tag de Gernot Friedel : Président Benes

#### Téléfilm
- 1961 : Der Weg ist dunkel de Ludwig Cremer : Rocco
- 1964 : Thomas More de Gerhard Klingenberg : Henri VII d'Angleterre
- 1966 : Die Troerinnen de Ulrich Erfurth : Poséidon
- 1967 : Ein Monat auf dem Lande de Wolfgang Glück : Michail Alexandrowitsch Rakitin
- 1967 : Peter Schlemihls wundersame Geschichte de Peter Beauvais : Forstmeister
- 1969 : Palace-Hotel de Tom Toelle : Der Roué
- 1969 : Sag's dem Weihnachtsmann de Rainer Wolffhardt : Mr. Sleath
- 1972 : Oscar Wilde de Hansgünther Heyme : Lord Tusby
- 1973 : Die Gräfin von Rathenow de Peter Beauvais : Herr von Quast
- 1974 : Die See de Luc Bondy : Vicaire
- 1975 : Im Paß steht Peter Weck de Heinz Liesendahl : Artiste
- 1975 : Wie starb Dag Hammerskjöld? de Oswald Döpke : Hendrik Clees
- 1981 : In der Sache J. Robert Oppenheimer de Dieter Giesing
- 1985 : Don Juan d'Ingmar Bergman : Bettler
- 1991 : Am dreizehnten Tag de Gernot Friedel : Benes
- 1993 : Alarm auf Station 2 de Josef Rödl : Professeur Dr. Hartwig

#### Série télévisée
- 1963 : Tim Frazer (mini-série, 1 épisode) : Harry Denston
- 1965 : Die Schlüssel (mini-série, 3 épisodes) : Thomas Quale
- 1966 : Hafenpolizei : Walter Becher
- 1969-1972 : Der Kommissar : Divers rôles (3 épisodes)
- 1970 : Pater Brown : Bankdirektor Canby (1 épisode)
- 1970 : Gestern gelesen : Dr Gabriel (1 épisode)
- 1972 : Tatort : Morton (1 épisode)
- 1975-1989 : Inspecteur Derrick : Divers rôles (8 épisodes)
- 1976 : Le comte Yoster a bien l'honneur : Señor Montedor (2 épisodes)
- 1978 : Der Anwalt : Professeur Weinstedt (1 épisode)
- 1979-1990 : Le Renard : Divers rôles (7 épisodes)
- 1983 : Engel auf Rädern : Gebelein (1 épisode)
- 1985-1986 : Polizeiinspektion 1 : Divers rôles (2 épisodes)
- 1990 : L'Ami des bêtes : Fritz Grahl (1 épisode)
- 1991 : Une famille en Bavière : Divers rôles (2 épisodes)
- 1992 : Soko brigade des stups (1 épisode)
- 1993 : Das Traumschiff : Herr Dr. Steinbrinker (1 épisode)
- 1993 : Stadtklinik : Wolfgang Schliefer (1 épisode)
- 1994 : Blankenese : Nikolas Nicholaison (11 épisodes)

### Comme réalisateur

#### Cinéma
- 1955 : Mon ami le clown (Wenn der Vater mit dem Sohne)
- 1955 : Le Joyeux Vagabond (Der fröhliche Wanderer)
- 1956 : La Marraine de Charley (de) (Charleys Tante)
- 1956 : Poldi sous les armes (Wenn Poldi ins Manöver zieht)
- 1956 : Ein Mann muß nicht immer schön sein (de)
- 1957 : Une fille sans pyjama (de) (Das Mädchen ohne Pyjama)
- 1957 : On demande bonne pour papa (de) (Kindermädchen für Papa gesucht)
- 1957 : La Grande Chance (de) (Die große Chance)
- 1957 : L'Aubergiste des bords du Danube (Die Lindenwirtin vom Donaustrand)
- 1958 : Le cœur a toujours vingt ans (Man müßte nochmal zwanzig sein)
- 1958 : Mon cœur est au Tyrol (de) (Mein Schatz ist aus Tirol)
- 1959 : Les Aventures de Nick Knatterton (de) (Nick Knattertons Abenteuer)
- 1959 : Le Bourreau des cœurs (de) (Zwölf Mädchen und ein Mann)
- 1959 : Chez Catherine la blonde (de) (Bei der blonden Kathrein)
- 1961 : Bei Pichler stimmt die Kasse nicht (de)

#### Téléfilm
- 1960 : Die erste Mrs. Selby
- 1960 : Das Paradies
- 1963 : Der Maulkorb
- 1963 : Lady Frederick
- 1963 : Penthesilea
- 1963 : Das Himmelbett
- 1964 : Kammerjungfer
- 1965 : Boing-Boing
- 1965 : Immer und noch ein Tag
- 1965 : Krampus und Angelika
- 1966 : Hava, der Igel
- 1969 : Troilus und Cressida
- 1969 : Zehn kleine Negerlein
- 1970 : Mord im Pfarrhaus
- 1970 : Floup oder Der Hang zur Redlichkeit
- 1971 : Narrenspiegel
- 1972 : Manolescu - Die fast wahre Biographie eines Gauners
- 1975 : Revolte im Erziehungshaus
- 1977 : Der Überläufer. Der Fall Wlassow

#### Série télévisée
- 1960 : Es ist soweit (mini-série, 6 épisodes)
- 1962 : Das Halstuch (mini-série, 6 épisodes)
- 1963-1964 : Tim Frazer (mini-série, 12 épisodes)
- 1965-1966 : Der Nachtkurier meldet... (6 épisodes)
- 1968 : Detektiv Quarles (mini-série, 6 épisodes)
- 1968 : Der Mann, der keinen Mord beging (7 épisodes)
- 1970-1972 : Pater Brown (20 épisodes)
- 1973 : Die Kriminalerzählung (1 épisode)
- 1973-1975 : Sonderdezernat K1 (2 épisodes)

## Récompense
- Festival de Bad Hersfeld 1966 : Hersfeld-Preis (partagé avec Hilde Krahl)